# Quận Johnson, Texas
Quận Johnson (tiếng Anh: County) là một quận trong tiểu bang Texas, Hoa Kỳ. Quận lỵ đóng ở thành phố. Theo kết quả điều tra dân số năm 2000 của Cục điều tra dân số Hoa Kỳ, quận có dân số người.